# Louis-Anne-Jean Brocq
Louis-Anne-Jean Brocq (Laroque-Timbaut, Lot-et-Garonne, 1 de febrero de 1856 –  18 de diciembre de 1928) fue un médico francés especializado en dermatología. 

## Biografía
Ejerció la medicina en París, en el Hospice la Rochefoucauld, el Hôpital Broca y entre 1906 y 1921 en el Hôpital Saint-Louis. Estudió y trabajó junto a ilustres médicos de su tiempo, entre ellos Jean Alfred Fournier (1832–1915), Jean Baptiste Emile Vidal (1825–1893) y Ernest Henri Besnier (1831–1909).
A lo largo de su vida realizó la descripción de varias enfermedades de la piel, como la queratosis pilaris, la parapsoriasis y la dermatitis herpetiforme, esta última también se llama en su honor enfermedad de Duhring-Brocq. Otra enfermedad que lleva su nombre es la pseudopelada de Brocq, un tipo particular de alopecia. En el campo de la psoriasis desarrolló la técnica diagnóstica conocida como raspado metódico de Brocq, que consiste en el raspado mediante una cucharilla de una placa de psoriasis. En año 1900 publicó el primer tratado francés de dermatología en 4 volúmenes, titulado Pratique Dermatologigue.